# Хуаніта Голл
Хуаніта Голл (англ. Juanita Hall; 6 листопада 1901, Кейпорт, Нью-Джерсі, США — 28 лютого 1968, Бей-Шор, Нью-Йорк, США) — американська актриса театру та кіно. Запам'яталася багато в чому завдяки участі в мюзиклах Роджерса і Гаммерстайна, у тому числі в « Півдні Тихого океану», за роль Кривавої Мері, в якій вона отримала премію « Тоні» у категорії «Найкраща жіноча роль другого плану в мюзиклі».

## Життєпис
Народилася в Кейпорті, штат Нью-Джерсі у 1901 році. Після закінчення школи переїхала до Нью-Йорка, де вступила до Джульярдської школи. У 1930-ті роки була провідною солісткою та помічницею режисера в хорі Холла Джонсона. Також дівчина працювала на так званому Чорному Бродвеї, де її помітили Роджерс та Хаммерстайн. Вона починає грати в таких постановках як « Півдні Тихого океану» у ролі Кривавої Мері та «Пісня барабана квітів» у ролі китайсько-американської мешканки Бакбо .

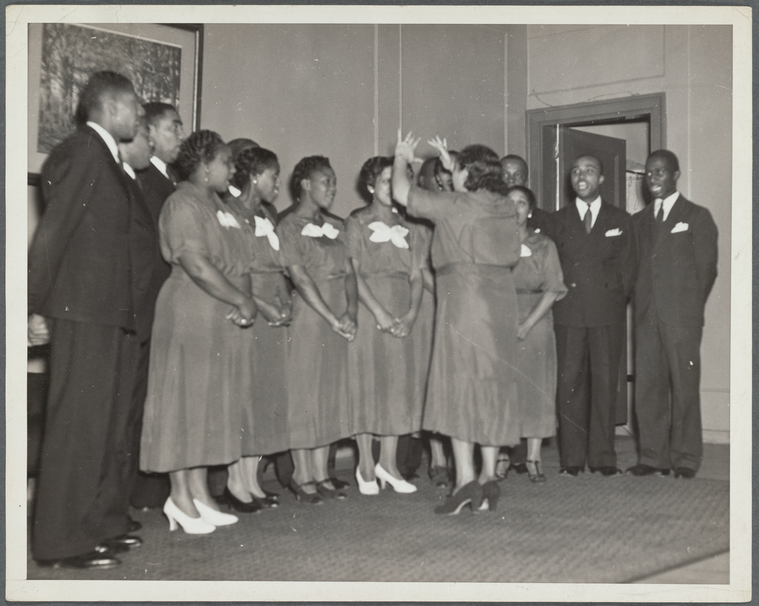
Хуаніта Голл диригує своїм хором

У 1950 році Хуаніта Голл стала першою темношкірою та першою актрисою взагалі, яка отримала премію «Тоні» за найкращу жіночу роль другого плану у мюзиклі «Південь Тихого океану». Хуаніта виконала партію Кривавої Мері 1925 року за свою кар'єру в театрі Маджестик, починаючи з 1949 року.
Окрім музичних постановок у театрі, Хуаніта керувала власним хором, з яким давала приватні виступи, а також виступала на радіо. До репертуару входили не лише окремі пісні, але також і цілі радіопостановки .
У 1958 році Хуаніта Голл записала свій перший альбом Juanita Hall Sings the Blues за участю таких музикантів як Коулмен Гокінс, Клод Гопкінс, Бастер Бейлі, Док Четмен та Джордж Дювів'є. У тому ж році вона погоджується виконати роль Кривавої Мері в музичному фільмі за мотивами мюзиклу «Південь Тихого океану», щоправда її вокальні партії, на прохання Річарда Роджерса, були переозвучені співачкою Мюріель Сміт, яка виконувала цю роль у лондонській постановці мюзикла. Пізніше вона знімається ще в одній екранізації мюзиклу «Пісня барабана квітів», ця роль стала останньою в її кар'єрі .

## Фільмографія
- Рай у Гарлемі (1939) — співачка
- Чудо в Гарлемі (1948) — камео
- Безумство Гарлема 1949 року (1950)
- Південь Тихого океану (1958) — Кривава Мері
- Театр зірок Шліца (серіал, 1951—1959) — матуся Солбі
- Пісня барабана квітів (1961) — тітонька Лієн